# Herochroma xuthopletes
Herochroma xuthopletes là một loài bướm đêm trong họ Geometridae.